# Башмаково
Башмако́во — посёлок городского типа в Пензенской области России, административный центр Башмаковского района, образует городское поселение «Посёлок Башмаково». Железнодорожная станция Башмаково на линии Пенза—Ряжск.

## География
Посёлок расположен в 169 км к западу от областного центра города Пензы и на расстоянии 541 км от Москвы. Через поселок протекает река Ширка, правый приток реки Поим.

## История
Посёлок основан в апреле 1875 года как станционный поселок на Моршанско-Сызранской железной дороге между двумя селами — Колесовка (с севера) и Михайловка (с юга). Назван в честь братьев Александра и Сергея Дмитриевичей Башмаковых, соучредителей строительства Моршанской железной дороги. Сергею Дмитриевичу принадлежало село Михайловка, при котором были построены станция, вокзал и производственные помещения.
В 1923 году открыты начальная школа, библиотека, народный дом, почтово-телеграфное отделение, телефонная станция.
В 1928 году посёлок становится центром Башмаковского района Пензенского округа Средне-Волжской области (с 1939 года — в Пензенской области).
В 1933 году открыто СПТУ-24 (готовило сыроделов, маслоделов, машинистов холодильных установок). В 1939 пущена в эксплуатацию электростанция райисполкома мощностью 50 квт. В это время на территории районного центра функционировали птицекомбинат союзного значения, элеватор, школа фабрично-заводского обучения, готовившая в основном кадры для птицекомбината, больница, звуковое кино, средняя школа, 2 электростанции, радиоузел мощностью 9 ватт, телефонная станция на 100 номеров, машинно-тракторная станция (69 тракторов), элеватор, построенный в 1912-14 годах, насчитывалось 97 дворов колхозников колхоза «12-й Октябрь» (организованного осенью 1929 года). Перед Великой Отечественной войной в промышленности было занято 148 рабочих.
С 1959 года посёлку присвоен статус посёлка городского типа.
В 1970-80-е годы — центральные усадьбы совхозов «Башмаковский» и «Софьинский». Расширение поселка происходило за счёт поглощения сел Михайловка, Колесовка.

## Население
| 1896    | 1920    | 1926    | 1936    | 1939    | 1959    | 1970    |
| ------- | ------- | ------- | ------- | ------- | ------- | ------- |
| 47      | ↗1121   | ↘812    | ↗2865   | ↗3866   | ↗11 245 | ↘7642   |
| 1979    | 1989    | 2002    | 2009    | 2010    | 2011    | 2012    |
| ↗8876   | ↗9935   | ↘9783   | ↘9491   | ↗10 416 | ↘10 381 | ↗10 490 |
| 2013    | 2014    | 2015    | 2016    | 2017    | 2018    | 2020    |
| ↘10 462 | ↘10 315 | ↘10 205 | ↘10 071 | ↗10 134 | ↘10 035 | ↘9757   |
| 2021    |         |         |         |         |         |         |
| ↘9414   |         |         |         |         |         |         |

## Современное состояние
На 1993 год имелись птицекомбинат (колбасные изделия, мясо, субпродукты, жиры топленые, мясные полуфабрикаты, 297 работающих), маслосырзавод (112 работников). 4 строительные организации, в том числе передвижная механизированная колонна (подрядные работы в пределах района, 110 работников), транспортное предприятие. В 1993 году совхоз «Башмаковский» (птицеводство) имел 470 работников. Центральная районная больница, поликлиника, аптека, 2 профилактория. В 1993 было 36 врачей, 135 человек среднего медицинского персонала, 2 средние школы (1450 учащихся), 2 профтехучилища (506 учащихся). Районный дом культуры, клуб, 2 библиотеки (73 тыс. экз. книг в 1993 году), музыкальная школа, 5 спортивных залов.
Поселок имеет компактное расположение. На севере сохранились ряд улиц и строений от села Колесовки, в центре и на юге — от Михайловки. Центр сформировался на привокзальной площади, архитектурно-планировочный облик которой сформировали производственно-складские и административные строения железной дороги. Главная улица ведет к вокзалу.

## Достопримечательности
- Церковь во имя Михаила Архангела
- Памятники архитектуры — комплекс железнодорожных зданий (вокзал, элеватор, водонапорная башня) и церковь Михаила Архангела (1895) на центральной площади бывшего села Колесовки, на северной окраине поселка.
- 3 археологических памятника — курганные могильники в окрестностях поселка 2-1-го тыс. до н. э.: 1) из 2-х курганов, в 1,5 км к востоку от поселка, на возвышении между тремя оврагами; 2) из 2-х курганов, в 4 км к северу от поселка, местное название Шмаков бугор; 3) из 2-х курганов, в 2 км к северо—западу от поселка.
- Памятник воинской доблести земляков в годы Великой Отечественной войны.
- Братская могила пяти советских работников, убитых в годы коллективизации в селе Топориха (ныне это село Белинского района).

## Известные люди
Родина Героя Советского Союза Константина Григорьевича Мохова (1923—1945), Героев Социалистического Труда А. В. Аношиной (р. 1931, работала в Волгограде прессовщицей кирпича), В. В. Пивиковой (р. 1916, работала бригадиром Барнаульского мясокомбината), российского легкоатлета и тренера Воеводина Алексея Николаевича (р. 9 августа 1970)